# 瑞典在歐洲青少年歌唱大賽之歷年表現
瑞典在歐洲青少年歌唱大賽（JESC）參賽歷史始於在丹麥哥本哈根舉辦的2003年首屆歐洲青少年歌唱大賽，到2014年最後一次參賽為止已參加了11次大賽。一共有兩家廣播公司負責該國的選拔與參賽事宜：歐洲廣播聯盟（EBU）正式會員瑞典电视台（SVT）是歐洲青少年歌唱大賽的前身《北歐青少年一級音樂大賽》（MGP Nordic）的製作方之一，從2003年負責到2005年之後就因對大賽的種種問題而與其他北歐廣播公司一同退出，時任EBU會員的商業電視頻道瑞典第四頻道（TV4）則是獲得授權並接手從2006年到2009年的大賽相關事務，直到SVT願意在2010年回歸為止。
TV4因其他計畫的進行而撤出2008年的大賽。2015年6月29日，SVT表示他們會休賽一年，然而截至2024年，瑞典都尚未回歸參賽。

## 歷史
瑞典是16個參加在哥本哈根会展中心舉辦的2003年首屆歐洲青少年歌唱大賽的國家之一。除了2011年和2013年外，瑞典參賽選手都是女性。
就像在歐洲歌唱大賽一樣，SVT在2003年到2005年間也使用自己的國家選拔賽來挑選參賽人選。SVT的國家選拔賽、瑞典旋律节的翻版《瑞典少年旋律節》於2002年登場，當初是做為《MGP Nordic》的選拔賽，但2003年隨著JESC的開始以及《MGP Nordic》的停辦，《瑞典少年旋律節》就成為瑞典歐洲青少年歌唱大賽的國家選拔賽。然而在2005年的大賽之後，SVT、丹麥廣播公司（DR）和挪威廣播公司（NRK）因大賽對參賽者的待遇問題選擇一同退賽，並重啟停辦三年的《MGP Nordic》。
在SVT退出後，商業電視頻道TV4決定接手瑞典的大賽相關事務。TV4推出自己的國家選拔賽《Stage Junior》，獲勝者將轉戰JESC；同時SVT仍在舉辦《瑞典少年旋律節》，獲勝者將轉戰《MGP Nordic》。在2006年的大賽中、第一次在TV4的控制下，瑞典在JESC中取得他們的最佳成績：莫莉·桑登以她的歌曲〈一個人能得到最好的東西〉（Det finaste någon kan få）收穫116分拿下季軍的佳績。2007年，莫莉的妹妹、同時也是她的伴唱歌手的芙麗達·桑登贏下國家選拔賽，獲得出賽JESC的資格。在前往大賽之前，芙麗達曾期許能和姐姐一樣拿到高分，但最後她以83分排名第8收場。TV4由於擔心收視率和2008年計劃的進行而撤出2008年的大賽。2009年，TV4宣布回歸參賽，他們內部挑選出莫莉和芙麗達的妹妹敏米·桑登來參賽，這次她以68分排名第6，為瑞典第三好的成績。
2010年4月9日，TV4宣布再次撤賽，但此時SVT決定回歸的緣故，EBU於2010年7月28日確認瑞典仍會參賽。2015年1月24日，SVT宣布停辦《瑞典少年旋律節》並準備推出新的國家選拔賽，但沒有對此披露任何細節。2015年6月29日，SVT宣布休賽一年，因此不會參加在保加利亞舉辦的2015年JESC。TV4於2019年失去EBU會員資格，因此失去參與大賽的權力。截至2023年，瑞典還尚未回歸參賽。

## 參賽者

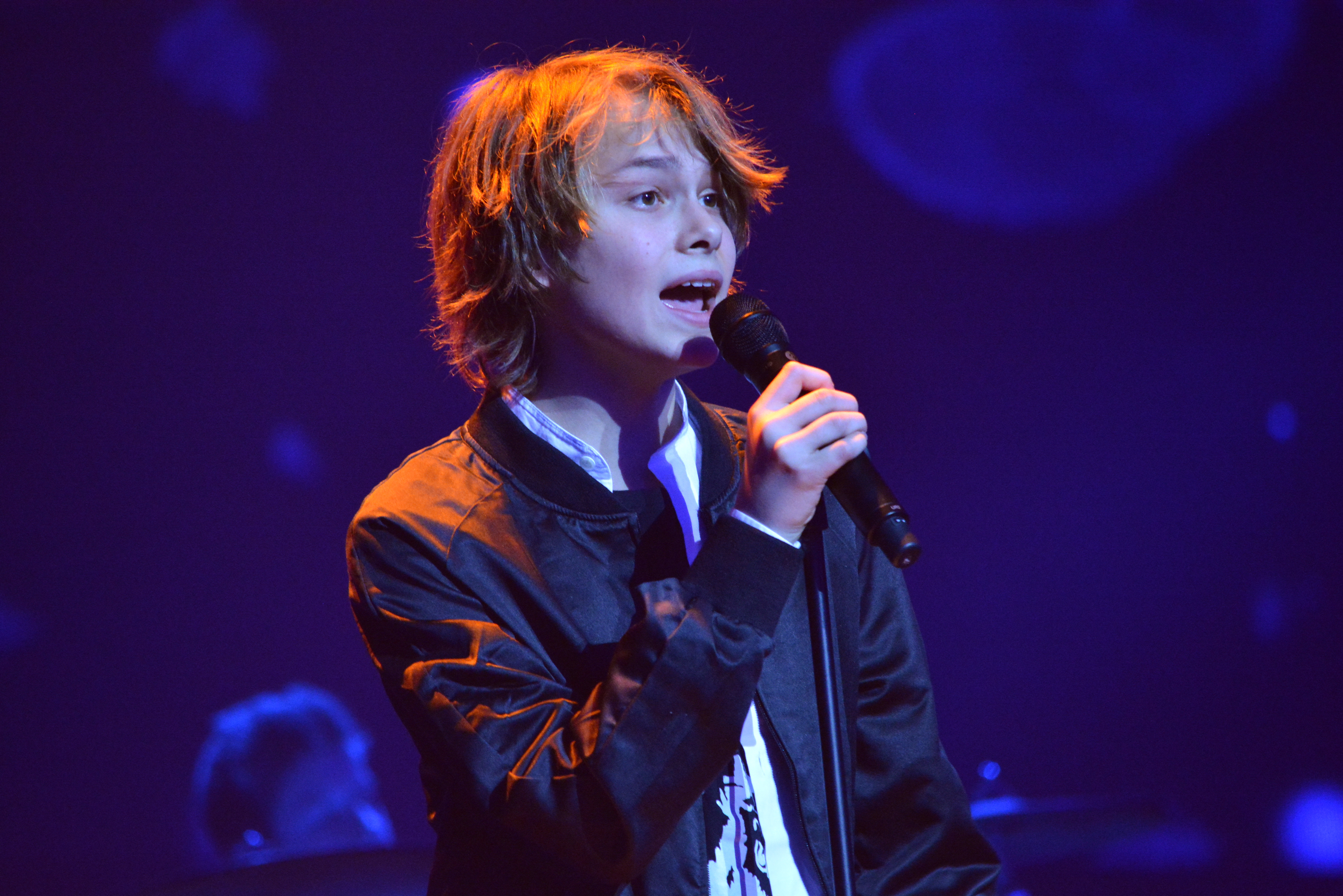
艾利亞斯在基輔（2013）

以下參賽歌手/團體以及歌曲的中文名稱皆非官方中譯。
| 3 | 季軍 |

| 年份          | 參賽選手                                          | 歌曲                                                    | 語言         | 排名     | 得分     |
| ------------- | ------------------------------------------------- | ------------------------------------------------------- | ------------ | -------- | -------- |
| 2003年        | 蜜餅二人組 The Honeypies                          | 〈阻止我！〉 〈Stoppa mig!〉                            | 瑞典語       | 15       | 12       |
| 2004年        | 聚光燈二人組 Limelight                            | 〈為什麼是我？〉 〈Varför jag?〉                        | 瑞典語       | 15       | 8        |
| 2005年        | M+                                                | 〈無邊的愛〉 〈Gränslös kärlek〉                        | 瑞典語       | 15       | 22       |
| 2006年        | 莫莉·桑登 Molly Sandén                            | 〈一個人能得到最好的東西〉 〈Det finaste någon kan få〉 | 瑞典語       | 3        | 116      |
| 2007年        | 芙麗達·桑登 Frida Sandén                          | 〈機不可失〉 〈Nu eller aldrig〉                        | 瑞典語       | 8        | 83       |
| 2008年        | 沒有參賽                                          | 沒有參賽                                                | 沒有參賽     | 沒有參賽 | 沒有參賽 |
| 2009年        | 敏米·桑登 Mimmi Sandén                            | 〈你〉 〈Du〉                                           | 瑞典語       | 6        | 68       |
| 2010年        | 約瑟芬·瑞德爾 Josefine Ridell                     | 〈我想要的一切〉 〈Allt jag vill ha〉                   | 瑞典語       | 11       | 48       |
| 2011年        | 艾瑞克·拉普 Erik Rapp                             | 〈墜落〉 〈Faller〉                                     | 瑞典語       | 9        | 57       |
| 2012年        | 洛娃·索納博 Lova Sönnerbo                         | 〈我的勇氣〉 〈Mitt mod〉                               | 瑞典語       | 6        | 70       |
| 2013年        | 艾利亞斯·艾福斯·艾夫斯特倫 Elias Elffors Elfström | 〈那裡就是我們的目的地〉 〈Det är dit vi ska〉          | 瑞典語       | 9        | 46       |
| 2014年        | 茱莉亞·凱德哈馬爾 Julia Kedhammar                 | 〈你不孤單〉 〈Du är inte ensam〉                       | 瑞典語、英語 | 13       | 28       |
| 2015年–2024年 | 沒有參賽                                          | 沒有參賽                                                | 沒有參賽     | 沒有參賽 | 沒有參賽 |

## 評論員與唱票員
大賽透過官方網站junioreurovision.tv和YouTube在網路上向全世界進行轉播。2015年大賽在官網上的轉播甚至有官網總編路克·費雪（Luke Fisher）和保加利亞2011年歐洲青少年歌唱大賽代表伊凡·伊萬諾夫以英語擔任評論員。SVT和TV4每次參賽也會派出自己的評論員去大賽現場來提供國內觀眾瑞典語解說，同時也會派出一位唱票員來宣讀瑞典的給分。下表列出自2003年SVT和TV4派出的評論員與唱票員。
| 年份          | 放送頻道            | 評論員                                      | 唱票員                                |
| ------------- | ------------------- | ------------------------------------------- | ------------------------------------- |
| 2003年        | SVT1                | 維多利亞·戴林                               | 西里·林格倫（Siri Lindgren）          |
| 2004年        | SVT1                | 佩卡·海諾                                   | 凡娜娜·奎妮（Vännerna Queenie）       |
| 2005年        | SVT1                | 約瑟芬·桑德斯特倫                           | 哈拉罕·賽登（Halahen Zajden）         |
| 2006年        | TV4                 | 亞當·阿爾辛                                 | 艾美·戴蒙                             |
| 2007年        | TV4                 | 亞當·阿爾辛                                 | 莫莉·桑登                             |
| 2008年        | 沒有轉播            | 沒有轉播                                    | 沒有參賽                              |
| 2009年        | TV4（隔天早晨播出） | 約翰娜·卡爾森（Johanna Karlsson）           | 伊莉絲·馬提森（Elise Mattison）       |
| 2010年        | SVT24               | 愛德華·奧夫席倫和瑪琳·奧爾森                | 羅賓·瑞德爾（Robin Ridell）           |
| 2011年        | SVT Barnkanalen     | 愛德華·奧夫席倫和伊爾瓦·海倫（Ylva Hällen） | 伊娜-簡·馮·赫夫（Ina-Jane von Herff） |
| 2012年        | SVT Barnkanalen     | 愛德華·奧夫席倫和伊爾瓦·海倫（Ylva Hällen） | 萊婭·古爾斯特倫（Leya Gullström）     |
| 2013年        | SVT Barnkanalen     | 愛德華·奧夫席倫和伊爾瓦·海倫（Ylva Hällen） | 洛娃·索納博                           |
| 2014年        | SVT Barnkanalen     | 愛德華·奧夫席倫和伊爾瓦·海倫（Ylva Hällen） | 艾利亞斯·艾福斯·艾夫斯特倫            |
| 2015年–2024年 | 沒有轉播            | 沒有轉播                                    | 沒有參賽                              |